# Krisztina Egerszegi
Krisztina Egerszegi [ˈkristinɒ ˈɛɡɛrsɛɡi] (* 16. August 1974 in Budapest) ist eine ehemalige ungarische Schwimmerin, die fünf Goldmedaillen bei Olympischen Spielen gewann.

## Werdegang
Bei den Olympischen Spielen 1988 in Seoul gewann sie im Alter von 14 Jahren den Wettbewerb über 200 Meter Rücken. Sie war damit die jüngste Goldmedaillengewinnerin im Schwimmen bei Olympischen Spielen überhaupt, wurde aber 1992 von Kyōko Iwasaki um 32 Tage unterboten. Außerdem gewann sie 1988 die Silbermedaille über 100 Meter Rücken. Bei den Olympischen Spielen 1992 in Barcelona wurde sie bei den Damen mit drei Goldmedaillen (100 m Rücken, 200 m Rücken und 400 m Lagen) die erfolgreichste Sportlerin. Durch eine weitere Goldmedaille bei den Olympischen Spielen 1996 in Atlanta über 200 Meter Rücken war es ihr gelungen, dreimal nacheinander in der gleichen Disziplin zu gewinnen. Ähnliche Erfolge bei olympischen Schwimmwettbewerben im Einzel haben bisher nur die Australierin Dawn Fraser (1956, 1960 und 1964 Olympiagold über 100 m Freistil) und der US-Amerikaner Michael Phelps (jeweils 2004, 2008 und 2012 Olympiagold über 100 m Schmetterling und 200 m Lagen) aufzuweisen. Egerszegi errang außerdem in Atlanta die Bronzemedaille über 400 Meter Lagen.
Egerszegi verbesserte in ihrer Laufbahn die Weltrekorde der Strecken 100 und 200 Meter Rücken. Im Jahr 2001 wurde sie in die Ruhmeshalle des internationalen Schwimmsports aufgenommen.
Ihr Weltrekord über 200 Meter Rücken, den sie 1991 in Athen aufstellte, wurde erst nach über 16 Jahren von Kirsty Coventry gebrochen.

## Auszeichnungen
- Europas Sportlerin des Jahres 1992
- Weltschwimmerin des Jahres 1991, 1992, 1995
- Europäische Schwimmerin des Jahres 1990, 1991, 1992, 1995
- Weltsportlerin des Jahres (La Gazzetta dello Sport) 1992, 1993
- Ungarns Sportlerin des Jahres 1988, 1989, 1990, 1991, 1992, 1993, 1996
- 1992 – Komtur des Verdienstordens der Republik Ungarn